# Военное право
Вое́нное пра́во (военное законодательство) — отрасль права, которая в широком понимании охватывает все правовые вопросы, связанные с военным делом, система установленных государством правовых норм, закрепляющих принципы и формы устройства вооружённых сил, регулирующих отношения в области их строительства, жизни, быта и деятельности и определяющих обязанности, права и ответственность военнослужащих, военнообязанных и других участников обществ, отношений в области военного дела государства.

## История
В России имперского периода было принято что военное право являлось одной из двух главных отраслей военной науки (науке о войне), и включало в себя:
- военно-административное право;
  - организация войск;
  - комплектование войск;
  - управление войсками;
  - военное хозяйство;
- военно-уголовное право;
  - материальное право;
  - формальное право.

Кодифицировалось военное право Сводом военных постановлений, который пережил три редакции — 1838, 1859 и 1869 годов. Последняя редакция издавалась пять раз — с 1869 до 1918 года.

## Отрасль права
Военное право — как отрасль права представляет собой совокупность правовых норм, регулирующих общественные отношения в области организации национальных вооружённых сил, жизни, быта и деятельности войск. Как правило, является комплексной отраслью права, поскольку включает нормы как традиционных отраслей национального права большинства государств и стран (административного, гражданского, трудового, уголовного и других), так и специальных военно-правовых актов.
Предметом военного права в большинстве государств и стран (в основном, романо-германской правовой семьи) является:
- принципы и формы устройства национальных вооружённых сил;
- основы управления ВС (войсками (силами));
- порядок комплектования национальных вооружённых сил личным составом и прохождения военной службы;
- организацию и порядок обеспечения войск материальными и денежными средствами;
- дисциплинарную власть командиров (начальников) и основы укрепления воинской дисциплины;
- содержание и порядок назначения льгот, пенсий и пособий военнослужащим и членам их семей; права, обязанности и ответственность военнослужащих и гражданского персонала национальных вооружённых сил.

### Состав

#### Советский период
Документы мирного времени.
- Конституцией Союза ССР;
- Постановление ЦИК СССР, СНК СССР от 8 августа 1928 г. "О введении в действие Закона об обязательной военной службе в новой редакции"
- Постановление СНК РСФСР от 16 августа 1928 г. "О распространении льгот, предоставленных хозяйствам бывших красных партизан и красногвардейцев, на сельскохозяйственные коллективы, организуемые из инвалидов войны, семей призванных в Рабоче-Крестьянскую Красную армию и семей погибших на фронтах"
- Постановление ВЦИК, СНК РСФСР от 27 августа 1928 г. "О праве вдов умерших военнослужащих, умерших инвалидов войны, а также лиц, убитых в борьбе с контр-революцией, имеющих при себе детей, не достигших шестнадцатилетнего возраста, на участие в кооперативных объединениях (артелях) инвалидов на правах инвалидов"
- Постановление ВЦИК, СНК РСФСР от 1 октября 1928 г. "О дополнении Положения о государственном обеспечении инвалидов военной службы и их семей, семей умерших или безвестно отсутствующих военнослужащих, семей лиц, призванных в ряды Рабоче-Крестьянской Красной армии, а также лиц, утративших трудоспособность или лишившихся кормильцев вследствие активного участия в борьбе с контр-революцией"
- Постановление ЦИК СССР, СНК СССР от 30 января 1929 г. "Об изменении и дополнении Положения о военных трибуналах и военной прокуратуре"
- Постановление ЦИК СССР, СНК СССР от 26 октября 1929 г. "Об изменении и дополнении Положения о военных трибуналах и военной прокуратуре"
- Постановление ЦИК СССР, СНК СССР от 23 апреля 1930 г. "О введении в действие Кодекса о льготах для военнослужащих и военнообязанных Рабоче-крестьянской красной армии и их семей"
- Законы СССР;
  - от 8 августа 1928 г. "Об обязательной военной службе"
  - от 13 августа 1930 г. № 42/253б "Об обязательной военной службе"
  - «О всеобщей воинской обязанности»;
- "Кодекс о льготах для военнослужащих и военнообязанных Рабоче-крестьянской Красной армии и их семей" (утв. ЦИК СССР, СНК СССР 23 апреля 1930 г.)
- иные нормативные правовые акты (НПА) СССР;
  - Воинский устав

Документы (Законы) военного времени.

#### Период Российской Федерации
Документы мирного времени (Смотри в Викитеке).
- Конституцией Российской Федерации (Конституция России);
- федеральные конституционные законы Российской Федерации (ФКЗ);
- федеральные законы Российской Федерации (ФЗ);
  - «О воинской обязанности и военной службе»;
  - «О статусе военнослужащих»;
  - «Об обороне»
- законы Российской Федерации(З);
- иные нормативные правовые акты (НПА) Российской Федерации;
  - Военная доктрина — декларация о политике государства (страны) в области военной безопасности. Система официальных взглядов и положений руководства государства (страны), устанавливающая направление подготовки и действиям государства, военного строительства, в мирное и военное время.
  - Воинский устав

Документы (Законы) военного времени.
Согласно ч. 1 ст. 331 Уголовного кодекса Российской Федерации уголовная ответственность за преступления против военной службы, совершённые в военное время, либо в боевой обстановке, определяется законодательством России военного времени.
Законы военного времени представляют собой нормативно-правовые акты государства, действие которых применяется только во время войны (то есть ограничено военным временем). Они могут быть приняты как до войны (военным временем), так и после вступления Российской Федерации в войну (с наступлением военным временем). Они регламентируют гражданские, административные, уголовные и иные правовые отношения в государстве.
В соответствии с ними допускаются:
- проведение мобилизации населения для выполнения различных трудовых мероприятий;
- привлечение граждан к различного рода повинностям;
- реквизиция имущества населения и частных предприятий и организаций и тому подобное.

Также по законам военного времени, предусматривается более суровое, чем в мирное время, наказание за воинские преступления:
- за неповиновение;
- дезертирство и тому подобное.

## Наука и учебная дисциплина
Военное право как наука — система знаний о государственно-правовом содержании процессов и явлений, складывающихся в различных сферах военной деятельности государства и страны. В этом смысле военное право тесно связано с военной и правовой наукой. Основным предметом исследования науки военного права являются правовые основы:
- обеспечения обороны и безопасности государства военными методами;
- исполнения воинской обязанности и военной службы;
- статуса военнослужащих;
- поддержания воинской дисциплины, законности и правопорядка, деятельности органов военной юстиции;
- сотрудничества в военной сфере;
- вооружённых конфликтов.

### Состав учебной дисциплины
Примерный:
- Понятие и система военного права (военного законодательства) в Российской Федерации (России).
  - Основные понятия о военном праве, его источниках, роли в строительстве военном и укреплении вооружённых сил и других войск (сил).
  - Военное право и его место в правовой системе России.
- Правовые основы строительства военного.
  - Особенности строительства военного, централизация, единоначалие, воинская дисциплина.
  - Организационно-правовые основы управления вооружёнными силами и другими войсками России. Полномочия военного командования в условиях чрезвычайного и военного положения в государстве и регионе.
  - Правовое регулирование военной обязанности и военной службы в России.
  - Правовые вопросы снабжения (обеспеченье) вооружённых сил и других войск материальными средствами, обеспечение сохранности и законного использования военного имущества.
  - Статус военнослужащих. Пенсионное обеспечение военнослужащих запаса, в отставке и ветеранов ВС.
  - Правовое регулирование трудовых отношений гражданского персонала вооружённых сил и других войск России.
- Законность и способы её обеспечения в вооружённых силах и других войсках. Основы предупреждения и искоренения правонарушений.
  - Законность и способы её обеспечения в вооружённых силах и других войск России.
  - Правовое воспитание военнослужащих. Организация и методика правовой пропаганды.
  - Дисциплинарная, административная и материальная ответственность военнослужащих.
  - Основы предупреждения и искоренения правонарушений в вооружённых силах и других войсках России.
  - Уголовно-правовые средства борьбы с преступлениями в вооружённых силах и других войсках России.
  - Основы производства по уголовным делам в органах военной юстиции России.
  - Права и обязанности командиров и начальников в связи с производством по уголовным делам.
- Основные положения международного права (военные аспекты).
  - Сущность современного международного права, его субъекты, источники и основные принципы. Население и территория в международном праве.
  - Правовое положение Российских войск и военнослужащих, временно находящихся за границей.
  - Международно-правовая регламентация способов ведения войны. Ответственность за нарушение законов и обычаев войны.
  - Основы законодательства строительства военного государств входящих в содружества независимых государств (СНГ).
  - Законодательство строительства военного зарубежных государств.